# Neoserica validipes
Neoserica validipes är en skalbaggsart som beskrevs av Moser 1916. Neoserica validipes ingår i släktet Neoserica och familjen Melolonthidae. Inga underarter finns listade i Catalogue of Life.